# Lasioglossum pavonotum
Lasioglossum pavonotum är en biart som först beskrevs av Cockerell 1925.  Lasioglossum pavonotum ingår i släktet smalbin, och familjen vägbin. Inga underarter finns listade i Catalogue of Life.

## Bildgalleri

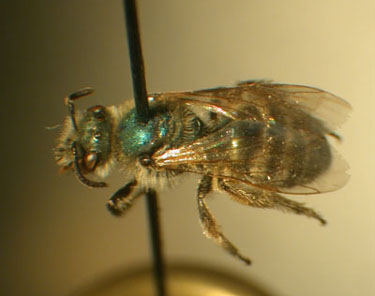
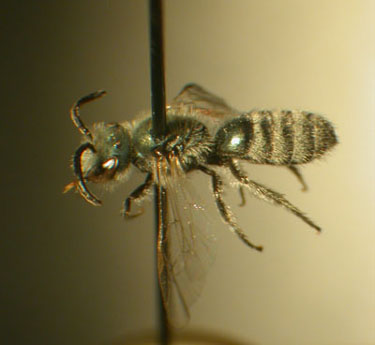
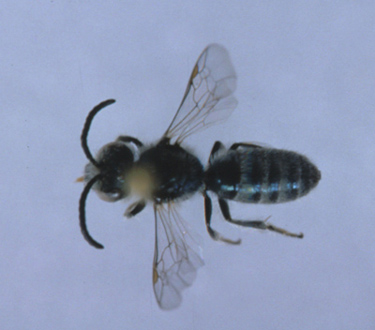